# Ravenden Springs, Arkansas
Ravenden Springs, Arkansas (енгл. Ravenden Springs) град је у америчкој савезној држави Арканзас.

## Демографија
По попису из 2010. године број становника је 118, што је 19 (-13,9%) становника мање него 2000. године.
| Група             | 2000.        | 2010.       |
| Белци             | 137 (100,0%) | 117 (99,2%) |
| Афроамериканци    | 0 (0,0%)     | 0 (0,0%)    |
| Азијати           | 0 (0,0%)     | 0 (0,0%)    |
| Хиспаноамериканци | 0 (0,0%)     | 0 (0,0%)    |
| Укупно            | 137          | 118         |